# 2 guns
2 guns és una pel·lícula de comèdia d'acció estatunidenca de 2013 dirigida per Baltasar Kormákur i protagonitzada per Denzel Washington i Mark Wahlberg. Està basat en la sèrie de còmics homònims creada per Steven Grant i Mateus Santolouco. La pel·lícula es va estrenar als Estats Units el 2 d'agost de 2013, i va rebre comentaris de la crítica en diversos sentits. Tot i que la pel·lícula ha estat doblada al català només es pot trobar subtitulada al català per Movistar + entre totes les plataformes de streaming.

## Sinopsi
Un agent de la DEA i un oficial de la Intel·ligència Naval roben 43 milions de dòlars a la màfia. El problema és que no eren de l'organització criminal sinó de la CIA i han caigut en un parany.

## Repartiment
- Denzel Washington com a Robert "Bobby" Trench
- Mark Wahlberg com a Michael "Stig" Stigman
- Paula Patton com a Deb Rees
- Bill Paxton com a Earl
- James Marsden com a Harold Quince
- Fred Ward com l'almirall Tuwey
- Edward James Olmos com a Manny "Papi" Greco
- Robert John Burke com a Jessup
- Patrick Fischler com a Dr. Ken
- Edgar Arreola com a Rudy